# Morainville-sur-Damville
Morainville-sur-Damville era una comuna francesa que estaba situada en el departamento de Eure, de la región de Normandía, que en 1972 pasó a formar parte de la comuna de Buis-sur-Damville como comuna asociada.

## Historia
La comuna asociada fue suprimida el 1 de julio de 1978.

## Demografía
| Gráfica de evolución demográfica de Morainville-sur-Damville entre 1800 y 1968 |
|                                                                                |

Los datos demográficos contemplados en este gráfico se han cogido de la página francesa EHESS/Cassini.